# بين سالمون
بين سالمون (بالإنجليزية: Ben Salmon)‏ هو ناشط سلام أمريكي، ولد في 1889 في دنفر في الولايات المتحدة، وتوفي في 15 فبراير 1932.